# Armsel Striker
Armsel Striker hay DAO-12 là loại súng shotgun ổ xoay được thiết kế bởi Hilton Walker tại Rhodesia từ đầu những năm 1980. Sau khi Rhodesia sụp đổ thì Walker đã đến Nam Phi nơi ông tiếp tục phát triển thiết kế shotgun có khả năng tác chiến cao chuyên dùng để trấn áp bạo loạn của mình. Mẫu đầu tiên được đặt tên là Striker đã được mang ra sử dụng vào giữa những năm 1980. Với ổ đạn xoay chứa được nhiều đạn có thể bắn liên tiếp để tạo ra hỏa lực mạnh mẫu này đã gây được sự chú ý của nhiều nước. Tuy nhiên mẫu này cũng có các sai sót cũng như có một số hoạt động không được như ý muốn. Cuối những năm 1980 thì Walker đã thiết kế lại súng của mình và mẫu mới được gọi là Protecta với cơ chế hoạt động khác dù vẫn có cấu hình cũ với ổ xoay.

## Thiết kế
Mẫu Striker sử dụng cơ chế hoạt động kép của các loại súng ổ xoay tức khi bóp cò búa điểm hỏa sẽ tự động được kéo về phía sau. Thường thì một đòn bẩy sẽ làm xoay ổ đạn để đưa viên đạn mới lên nòng tuy nhiên với ổ đạn lớn và nặng việc bóp cò để sử dụng cơ chế này là việc rất khó khăn do trọng lượng của ổ đạn sẽ làm cò súng rất nặng để di chuyển. Vì thế mẫu này đã gắn thêm một lò xo xoắn vào ổ đạn để kéo ổ đạn một cách tự động, để ổ đạn không xoay khi không cần thiết thì một xi lanh được gắn vào để khóa ổ đạn. Ổ đạn này cần lên dây cót để có thể vận hành bằng một nút vặn nằm ở phía trước ổ đạn. Sau mỗi lần bóp cò thì xi lanh sẽ mở khóa cho ổ đạn xoay đưa viên đạn mới lên nòng và khóa lại cũng như vỏ đạn sẽ tự động được đẩy ra phía sau và rơi ra ngoài, việc này cho phép tốc độ bắn nhanh và có thể bỏ qua một số viên đạn không nổ. Mẫu ban đầu không có thanh đẩy đạn ra khỏi ổ vì thế nếu như viên đạn không nổ sau khi bóp cò thì xạ thủ thường vẫn bóp cò để bắn các viên đạn sau nó và sẽ lấy viên đạn không nổ ra sau vì ổ đạn đã xoay cũng như việc lấy đạn ra bằng tay tốn khá nhiều thời gian, nhưng nếu viên đạn không bị lép mà đang cháy chậm thì sẽ rất nguy hiểm nếu nó nổ tung trong ổ đạn vốn được bọc kín. Các mẫu nâng cấp đã thêm một thanh đẩy đạn nằm ở phía bên phải nòng súng để dễ dàng đẩy những vên đạn này ra qua khe nhả vỏ đạn bằng cách vặn ổ đạn lại và đẩy viên đạn ra.
Mẫu Protecta có cũng có cơ chế hoạt động kép với cấu hình giống như Striker nhưng hầu hết cách hoạt động đã được thay đổi. Mẫu này bỏ bộ phận lò xo xoắn và xi lanh để thay bằng một thanh truyền động nối với tay cầm chữ I nằm dưới nòng súng. Khi bẻ tay cầm này qua bên phải hoặc kéo xuống dưới một chút thanh truyền động sẽ xoay ổ đạn với góc 1/12 để nạp viên đạn mới. Việc này làm giảm tốc độ bắn nhưng tăng độ tin cậy của súng vì nếu viên đạn không nổ thì xạ thủ có thể đẩy nó ra ngay vì ổ đạn chưa xoay.
Cả hai mẫu này có cách nạp đạn khá tốn thời gian là cho từng viên đạn vào ổ đạn qua khe nhả vỏ đạn và sau khi nạp xong một viên thì phải xoay ổ đạn bằng nút vặn dây cót hay bẻ tay cầm để nạp viên đạn tiếp theo do dù là ổ xoay nhưng ổ đạn chỉ có thể được tháo ra cho việc bảo trì chứ không thể chỉ tách ra để nạp đạn nhanh như các loại súng ổ xoay khác.
Hệ thống nhắm cơ bản của loại súng này là điểm ruồi nhưng có thể gắn nhiều loại hệ thống nhắm phản xạ khác nhau. Báng súng có thể gấp lên trên.

## Biến thể
Ngoài hai mẫu chính thì còn có các mẫu khác:
- Armsel Protecta Bulldog: Mẫu Protecta với chiều dài rất ngắn và không có báng.
- Cobray/SWD Street Sweeper: Giống mẫu Striker nhưng vỏ đạn không tự nhả ra và xạ thủ sẽ phải lấy ra bằng thanh đẩy đạn.
- Cobray/SWD Ladies Home Companion: Mẫu dùng đạn.410.